# Ivar Abel
Ivar Abel (1720 i Ejstrup Mølle, Asferg Sogn – 1788) var en dansk sprogforsker. 
Abel var prokurator ved Københavns byting indtil 1771. Mens han arbejdede her, begyndte han med sprogforskning. Hans første værk, Index unisonorum hebraicus udkom i 1765. Det var en ordbog over enslydende hebræiske ord. Senere fulgte Symphona symphona, der indeholder sammenlignende bemærkninger on en række ord af forskellige indiske sprog, og Gentium Boreo-Orientalium vulgo Tatarorum harmonia linguarum, der indeholder sammenstilling af ord af forskellige Finsk-ugriske, tatariske og mongolske sprog. Abel var en stærk tilhænger af en gammel teori om, at hebræisk er et ursprog, og dette kom til syne i alle hans værker.